# Ilex dictyoneura
Ilex dictyoneura är en järneksväxtart som beskrevs av Ludwig Eduard Loesener. Ilex dictyoneura ingår i släktet järnekar, och familjen järneksväxter. Inga underarter finns listade i Catalogue of Life.